# Pandercetes palliventris
Pandercetes palliventris är en spindelart som beskrevs av Embrik Strand 1911. Pandercetes palliventris ingår i släktet Pandercetes och familjen jättekrabbspindlar. Inga underarter finns listade i Catalogue of Life.